# Герб Іллінців
Герб Іллінці́в — офіційний символ міста Іллінці Вінницької області, затверджений 3 листопада 2009 року рішенням XXV сесії міської ради V скликання.

## Опис
На зеленому щиті у формі прямокутника з півколом в основі — срібний перев'яз зліва. У першій частині — золота шабля вістрям догори лезом назовні і золотий скіфський сагайдак з п'ятьма стрілами, чотирма срібними і середньою золотою, поставлені у стовп; сагайдак обтяжений червоною восьмипроменевою зіркою. У другій частині — золота лебідка з шістьма лебедятами, всі з червоними дзьобами і лапами. 
Щит обрамований декоративним картушем і увінчаний срібною міською короною з трьома вежками.

## Значення символів
Козацька шабля — символ славного минулого Іллінців. 

Сагайдак був знайдений на місці давнього скіфського поселення. 
 
Стріли — знак чотирьох колишніх сіл і містечка, з яких складаються сучасні Іллінці. 

Зірка — знак відомого Іллінецького метеорита. 

Лебідка з лебедятами — старовинний герб Іллінців.